# Gold-Muchalat Park
Gold-Muchalat Park är en park i Kanada.   Den ligger i provinsen British Columbia, i den sydvästra delen av landet, 3 700 km väster om huvudstaden Ottawa. Gold-Muchalat Park ligger 713 meter över havet.
Terrängen runt Gold-Muchalat Park är bergig österut, men västerut är den kuperad. Trakten runt Gold-Muchalat Park är nära nog obefolkad, med mindre än två invånare per kvadratkilometer.. Det finns inga samhällen i närheten.
I omgivningarna runt Gold-Muchalat Park växer i huvudsak barrskog.